# Paolo Guidotti
Paolo Guidotti, detto il Cavalier Borghese (Lucca, 1560 – Roma, 1629), è stato un pittore, scultore, architetto e letterato italiano.

## Biografia
Pittore del tardo manierismo romano, fu tra i primissimi seguaci di Caravaggio. Mancano informazioni sugli anni giovanili trascorsi a Lucca; il suo primo biografo, Giovanni Baglione, scrive che a Roma i suoi primi lavori sono del periodo 1585-90. Quindi sono attribuite in forma ipotetica al pittore alcune opere commissionate da Sisto V, il pontefice di quegli anni. Si tratta di affreschi nella Scala Santa, nella Biblioteca Vaticana, nel Palazzo del Laterano. Viene citato per la prima volta in un documento dell'Accademia di San Luca nel 1589. In questo periodo sono registrate sue opere nei pennacchi della cupola di San Girolamo degli Schiavoni. Nel 1593 dipinse a Napoli nell'abside della Chiesa di Santa Maria del Parto; in seguito ritornò a Roma. Raggiunse una certa fama non solo per la pittura ma anche per i suoi studi di letteratura, astrologia, matematica, legge. Ebbe curiosità scientifiche che lo condussero anche a tentativi bizzarri come quello di volare con ali costruite con ossi di balena, come riporta il biografo Filippo Baldinucci.
Nel 1608, riferisce Baglione, il papa Paolo V Borghese gli conferì l'onorificenza di Cavaliere, nonché il privilegio di usare il nome Borghese, per aver scolpito un gruppo marmoreo di sei figure, donato al cardinale Scipione Borghese, grande mecenate e collezionista.
Nel 1610 affrescò la sala dell'Eterna Felicità nel Palazzo Giustiniani a Bassano Romano in provincia di Viterbo.
Poco dopo lasciò Roma per ritornare a Lucca dove rimase circa otto anni; nello stesso periodo lavorò anche a Reggio Emilia nella Chiesa di San Giovanni Evangelista, affrescando una Resurrezione nel catino absidale.
Nel 1618 ritornò a Roma dove fu ancora molto attivo; la sua ultima opera documentata fu dipinta per la Basilica di San Pietro nel 1628.
L´influenza del Guidotti sull´ambiente artistico lucchese fu decisiva, esercitandosi su pittori quali Banduccio Trenta, il Boselli, Pietro Paolini e Paolo Biancucci.

## Opere
- Santa Zita disseta il pellegrino, 1611 ca.-1612 ca., basilica di San Frediano, Lucca
- Resurrezione (affresco) 1613, chiesa di San Giovanni Evangelista,Reggio Emilia
- Miracolo di san Silao, 1611 ca.-1617 ca., oratorio di San Lorenzo ai Servi, Lucca
- Annunciazione, 1613 ca.-1615 ca., chiesa dei Santi Giovanni e Reparata, Lucca
- Madonna del soccorso, chiesa di San Pietro a Vico, Lucca
- Madonna con angeli, villa Minutoli-Tegrimi, Vorno
- Ultima cena, chiesa di Santa Maria Assunta, Peccioli
- Beato Salvatore da Orta francescano che guarisce malati e infermi, post 1606, Santa Croce in Fossabanda, Pisa
- San Sebastiano, chiesa di San Giacomo a Scossacavalli, Roma
- Davide con la testa di Golia, 1608, basilica di San Paolo fuori le Mura, Roma
- Storie della Vergine (affreschi) 1593, Chiesa di Santa Maria del Parto, Napoli